# رافائل پاتکانیان
رافائل گابریلی پاتکانیان (به ارمنی: Ռափայել Գաբրիելի Պատկանյան) با نام ادبی کامار کاتیبا (به انگلیسی: Kamar Katiba) (زاده ۸ نوامبر ۱۸۳۰ – درگذشته ۲۲ اوت ۱۸۹۲)، شاعر و نویسنده، آموزگار و کنشگر اجتماعی اهل ارمنستان بود.

## زندگی
پاتکانیان فرزند گابریل پاتکانیان است. او یکی از افرادی بود که توانست آرمان آزادی‌خواهانه و بشردوستانهٔ ملی ارمنی را اوج و ترقی ببخشد.
پاتکانیان در سال ۱۸۵۲ هنگامی که در دانشگاه دولتی مسکو تحصیل می‌کرد، باشگاهی ادبی را به اتفاق دیگر دانشجویان ارمنی تأسیس نمود. او بین سال‌های ۱۸۵۵ تا ۱۸۶۰ در دانشگاه سن پترزبورگ در رشته زبان‌های شرقی تحصیل می‌نمود.
از نخستین کسانی بود که به آموزش کودکان پیش دبستانی پرداخت. او کودکستانی برای کودکان ارمنی بنیاد نهاد و کوشید با نوشتن کتاب‌های ساده برای این گروه سنی، آنها را با طبیعت و محیط اطراف خود آشنا کند. پاتکانیان همچنین بنیانگذار مدرسه ای برای کودکان تهیدست بود که در آن پیشه‌های گوناگونی همچون کفاشی، آهنگری و نجاری آموزش داده می‌شد. او کتاب‌های درسی گوناگونی منتشر کرده‌است که آزگایین یِرکاران هایوتس (دفتر سرودهای ملی ارمنیان) و نور آیبناران هایکاکان (الفبا آموز جدید ارمنی) از شناخته‌ترین آنها هستند. پاتکانیان، رابینسون کروزوئه را نیز به زبان ارمنی ترجمه کرده‌است.

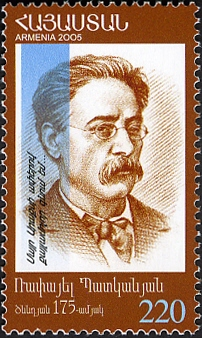

رافائل پاتکانیان با پیروی از نظرات هنری و زیبایی‌شناسانهٔ خاچاطور آبوویان، شعر را از «پرسه گردی در آسمان‌ها» به زمین کشاند و به ذهن و زندگی مردم ساده و زحمتکش نزدیک تر شد. پاتکانیان راهی را که آبوویان در زمینهٔ آفرینش شعر و داستان کوتاه گشود بود، هموارتر کرده و ادبیات ارمنی را غنای بیشتری بخشید.
شعرها و نوشته‌های پاتکانیان حاوی درونمایه‌های میهن‌پرستی، آزادی‌خواهی، انسان‌دوستی و مبارزه و پیکار بر ضد دشمنان مردم و زندگی است. حوادث تاریخی نیمهٔ دوم قرن نوزدهم با همهٔ جزئیات، و بیم‌ها و امیدهای مردم، در آثار وی بازتاب می‌یابد و او در آثارش می‌کوشد مظاهر فریب و ستم عقب‌ماندگی اجتماعی را به باد انتقاد گرفته و مبارزهٔ مردم برای رهایی و نیکبختی را ستایش کند.
در آثار پاتکانیان «انسان بزرگ» انسانی است که زندگی و جانش را فدای «انسان‌ها» می‌کند. برخی اشعار وی، برانگیزاننده مفاهیمی همچون عشق به میهن، آزادی‌خواهی و درک ضرورت آزادی بوده و تأثیر اشعار وی در توده‌های مردم سبب خودآگاهی ملی و احساسات میهن پرستانه می‌شد. آثار پاتکانیان عموماً حاوی درونمایه مبارزه با استبداد و آگاهی دادن به مردم بود و از نگاه بسیاری از علاقه مندانش، آثار وی در افراشته نگاهداشتن پرچم آزادی‌خواهی ملی ارامنه نقش مهمی داشت.

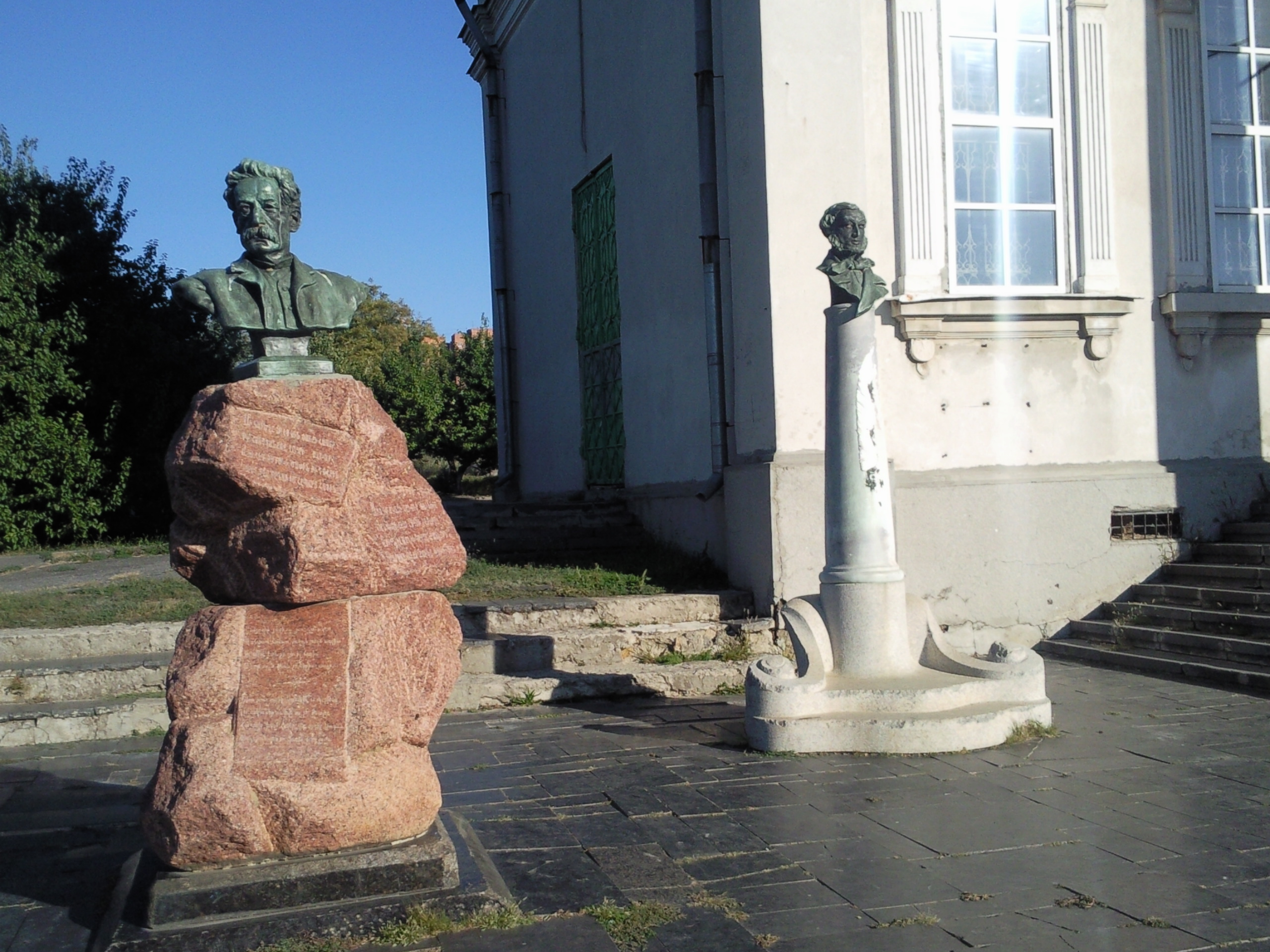
آرامگاه پاتکانیان (چپ) و نعلبندیان (راست)

این شاعر ارمنی به سبب انتقاد از بی‌عدالتی‌ها، همواره از سوی دشمنانش تحت فشار و آزار قرار داشت و پاسخش به آزاردهندگان و دشمنان این بود:
 «من تا زمانی که زشتی و پلیدی در جهان موج می‌زند، دست از نوشتن برنخواهم داشت! نه تشویق و نه تکفیر! نه تطمیع و نه ارعاب! تا در سرم عقل و در سینه ام قلب است، من خواهم نوشت! وای بر آن کسی که بکوشد تا قلم را از دست من بدر آورد … چرا که قلم من به خاطر نیکبختی و افتخار ملت من است!»
رافائل پاتکانیان سال‌های آخر عمرش را صرف آموزگاری و تربیت کودکان و سرودن شعر کودکان کرد.
وی با نوشتن کتاب‌های ساده برای کودکان، آن‌ها را با طبیعت آشنا می‌کرد و برای کودکان شعرهایی سروده که بیشتر درونمایهٔ اخلاقی دارد. سرودهای «خراد» (اندرز), «دخور یرخا» (کودک غمگین), و «وارژادون» (مدرسه) از این دست آثار اوست. او کتاب‌های آموزشی «آزگایین یرکاران هایوتس (دفتر سرودهای ملی ارامنه) و «نور آیبناران هایکاکان (الفبا آموز جددی ارمنی) را نیز نوشت. پاتکانیان برای نخستین بار در ادبیات ارمنی «رابینسون کروزوئه» را ترجمه کرده‌است.

### درگذشت
در سال ۱۸۹۲، رافائل پاتکانیان پس از ۴۲ سال فعالیت به عنوان معلم، مؤلف و ویرایشگر در سن ۶۱ سالگی درگذشت.